# Аллофановая кислота
Аллофановая кислота (карбоксиломочевина) — органическое вещество с формулой NH2-СО-NH-COOH, известна только в виде эфиров и солей, так как в свободном виде разлагается на углекислый газ и мочевину.

## Получение
Эфиры аллофановой кислоты получают действием циановой кислоты на уретаны:
{\displaystyle {\mathsf {HNCO+H_{2}N{\text{-}}COOR\rightarrow H_{2}N{\text{-}}CO{\text{-}}NH{\text{-}}COOR}}}
Также эфиры аллофановой кислоты образуются при хранении циановой кислоты в спиртовых растворах:
{\displaystyle {\mathsf {HNCO+ROH\rightarrow H_{2}N{\text{-}}CO{\text{-}}NH{\text{-}}COOR}}}

## Свойства
При попытке получить аллофановую кислоту она разлагается на углекислый газ и мочевину (декарбоксилируется):
{\displaystyle {\mathsf {H_{2}N{\text{-}}CO{\text{-}}NH{\text{-}}COOH\rightarrow (NH_{2})_{2}CO+CO_{2}}}}
Щелочи омыляют эфиры аллофановой кислоты с образованием солей аллофановой кислоты:
{\displaystyle {\mathsf {H_{2}N{\text{-}}CO{\text{-}}NH{\text{-}}COOR+NaOH\rightarrow H_{2}N{\text{-}}CO{\text{-}}NH{\text{-}}COONa+ROH}}}